# قطعنامه ۲۲۱۶ شورای امنیت
قطعنامه ۲۲۱۶ شورای امنیت سازمان ملل متحد قطعنامه‌ای بود که در تاریخ ۱۴ آوریل ۲۰۱۵ ( ۲۴ فروردین ۱۳۹۴ ) با ۱۴ رای موافق و رای ممتنع روسیه، در رابطه با جنگ داخلی یمن تصویب شد. این قطعنامه ذیل فصل هفت منشور سازمان ملل تصویب شد و بدون اشاره به عملیات نظامی عربستان در خاک یمن، نیروهای نظامی در یمن را تحریم تسلیحاتی کرده است. همچنین این قطعنامه از مشروعیت عبدربه منصور هادی رئیس‌جمهور فراری یمن حمایت کرده است.

## مفاد قطعنامه
شورای امنیت ارسال هر گونه سلاح به نیروهای مردمی جنبش انصارالله و نیروهای علی عبدالله صالح رئیس جمهوری پیشین این کشور را ممنوع اعلام کرد.
شورای امنیت بازرسی تمامی کشتی‌ها به مقصد یمن را تصویب و رهبر جنبش مردمی انصارالله و فرزند ارشد علی عبدالله صالح رئیس جمهوری پیشین یمن را ممنوع از سفر اعلام کرد.
شورای امنیت همچنین از انصارالله خواست که قدرت را تحویل دهد و از شهرهای یمن عقب‌نشینی کند.